# Reis Católicos
|                                                  |  |  |
| Fernando e Isabel, os primeiros reis da Espanha. |  |  |

Reis Católicos foi a denominação que recebeu o casal composto pela Rainha Dona Isabel de Castela e o Rei Dom Fernando II de Aragão. Concretizaram a união dinástica entre os dois reinos ibéricos, criando a Monarquia Católica, que em 1512 passaria a ser conhecida por Monarquia de Espanha. O seu símbolo conjunto era el yugo y las flechas, numa alusão aos nomes próprios de ambos: Ysabel (grafia antiga) e Fernando.
Foram os responsáveis pela expulsão dos muçulmanos da Espanha, e financiaram a exploração de Cristóvão Colombo que resultou no Descobrimento da América — embora o objetivo dos soberanos fosse a descoberta do caminho marítimo para a Índia (uma alternativa às rotas da seda e das especiarias, bloqueadas pelo Império Otomano), que só viria a ser realizada anos mais tarde pelo navegador português Vasco da Gama.

## Matrimônio e política

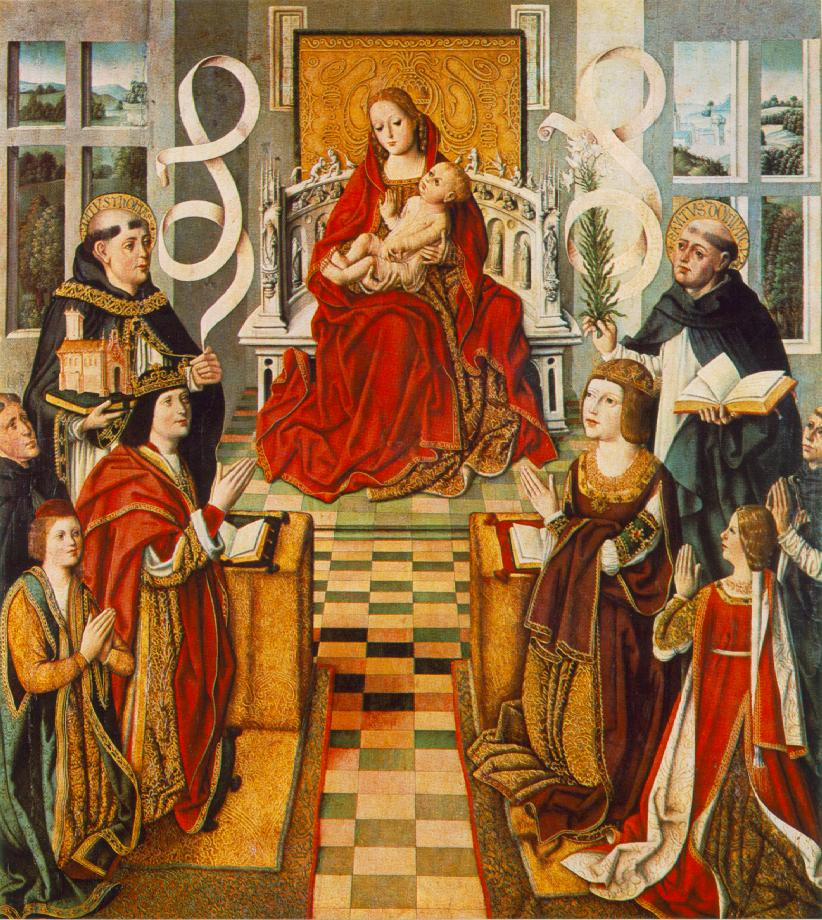
Madonna dos Reis Católicos, pintura de cerca de 1490–95; Dom Fernando e o Infante Dom João à direita da Madre (com o Inquisidor), Dona Isabel à esquerda.

O casamento de Dona Isabel I de Castela com Dom Fernando II de Aragão não antevia o sucesso do casal no governo de Espanha. Com efeito, apesar do contributo, da colaboração para a unificação da atual Espanha, a nobreza não era consensual no que dizia respeito à decisão sobre quem deveria ascender ao trono do país: houvera quem preferisse a Infanta Dona Joana, prometida a Dom Afonso V de Portugal (que, por isso, também concorria ao trono). Porém, Dª. Joana era tida como filha ilegítima de D. Henrique IV de Castela, fruto de uma polêmica relação da esposa do rei com um fidalgo.
Assim, Isabel I, meia-irmã do rei, faz-se proclamar rainha de Castela nas Cortes de Valladolid de 1473. Em 1479, Fernando II torna-se rei de Aragão e consuma-se a união dos dois reinos que, porém, ainda não era suficientemente forte, já que era cercado por Portugal, em plena expansão, a França dos Valois, a pequena Navarra e o reino de Granada.
Apesar de aspirações diferentes dos dois reinos — Aragão dedicava-se ao comércio graças aos seus portos dinâmicos, como Barcelona e as suas possessões em Itália, e Castela aspirava afirmar-se na Europa —, souberam estes reinos, através de frutuosa diplomacia e propaganda, construir com determinação um sólido Estado, financiar a odisseia marítima de Cristóvão Colombo e findar a grande cruzada iniciada em 722: a expulsão dos muçulmanos do território ibérico.

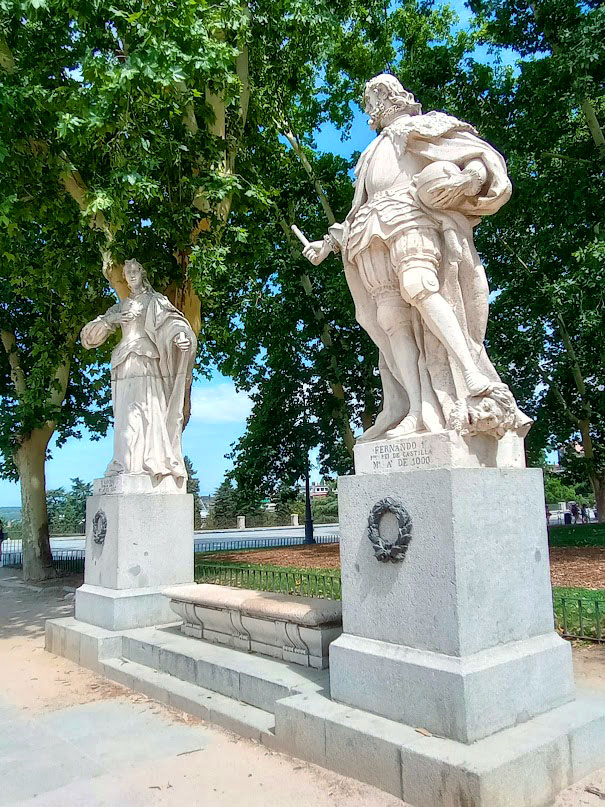
Estátuas dos monarcas espanhóis Isabella e Ferdinand na Plaza de Oriente

Para este feito, recorrem a uma rígida fiscalidade, que em 1482 atinge 70% das receitas; recebem o apoio do Papa, que lhes permite dispor das somas recolhidas dos fiéis e das ordens militares; e oferecem recompensas e indulgências aos cruzados.
Após quatro anos de tréguas, a guerra entre Granada e Castela reacende-se em 1481, embora não passe de breve escaramuças, ofensivas e cercos. Sabe-se que em 1487 se travaram perto de Málaga duros combates, na consequência dos quais cairia a cidade nas mãos dos cristãos. Depois, ao fim de seis meses de cerco, cede Barza e, por fim, na viragem para o ano de 1492, dá-se a rendição de Granada.
Cessava assim o domínio árabe na Península Ibérica, com promessas de preservação de direitos aos muçulmanos (que não viriam a ser cumpridas) e a Espanha podia agora concentrar-se na colonização das Américas.
Note-se que, desde que o Papa Alexandre VI atribuiu o título de Reis Católicos a Fernando e Isabel, os Monarcas de Castela (e, desde então, de Espanha) são conhecidos pelo título de Sua Majestade Católica, pelo que, com propriedade, todos os Reis que se seguiram a D. Fernando e Dª. Isabel poderiam também ser conhecidos por este título.

## Descendência

O brasão real dos Reis Católicos.

Os Reis Católicos tiveram cinco filhos:
- Isabel de Aragão, casada com Afonso de Portugal, ficou viúva depois de oito meses de casada. Em seguida casou-se com o primo Manuel I de Portugal, do qual teve um filho, Miguel da Paz em 1498, e morreu no parto.

Em 1500 morreu o seu filho Miguel, que seria o herdeiro das coroas de Portugal, Castela e Aragão.
- O Príncipe João casou-se com Margarida de Áustria, filha do imperador Maximiliano e de Maria de Borgonha, irmã de Filipe da Áustria. Morreu em 1497

- Joana (Toledo, 1479 - Tordesilhas, 1555) (conhecida como "Joana a Louca"), casada com Filipe de Áustria (conhecido como "Filipe o Belo"), cedo apresentou sinais de loucura, acentuados pelos maus tratos do marido, que aspirava ascender ao trono de Espanha.

- Maria de Aragão, casou-se com o seu cunhado, o viúvo D. Manuel I de Portugal.

- Catarina de Aragão, foi a primeira esposa de Henrique VIII de Inglaterra, que a repudiou e casou com Ana Bolena.